# 聖特雷莎 (卡拉索省)

11°44′N 86°13′W / 11.733°N 86.217°W
聖特雷莎（西班牙語：Santa Teresa），是尼加拉瓜的城鎮，位於該國西部，由卡拉索省負責管轄，始建於1916年，面積213平方公里，海拔高度364米，2005年人口16,891，人口密度每平方公里79.3人。